# El alma de la fiesta
Life of the Party es una película estadounidense de comedia dirigida por Ben Falcone y escrita por Falcone y Melissa McCarthy. Es la tercera película dirigida por Falcone y coescrita por el par, luego de Tammy (2014) y The Boss (2016). La película es protagonizada por McCarthy, Molly Gordon, Gillian Jacobs, Maya Rudolph, Julie Bowen, Matt Walsh, Debby Ryan, Adria Arjona, Jessie Ennis, Stephen Root, y Jacki Weaver, y sigue a una madre recién divorciada que regresa a la universidad para completar su licenciatura, y termina haciendo lazos con los amigos de su hija.
Es producida por On the Day Productions y New Line Cinema, y fue estrenada el 11 de mayo de 2018, por Warner Bros. Pictures.

## Sinopsis
Luego de que Deanna Miles se divorcia de su esposo Dan y decide volver a la universidad, termina en clases con su hija, quien no está cómoda con la idea. Deanna, pronto conocida como Dee-Rock, se sumerge de lleno en la experiencia del campus y abraza la libertad y la diversión, en sus propios términos, encontrando su verdadero yo en un último año que nadie se esperaba.

## Reparto
- Melissa McCarthy como Deanna "Dee Rock" Miles
- Molly Gordon como Maddie Miles, la hija de Dan y Deanna.
- Gillian Jacobs como Helen, una miembro de la hermandad que es mayor que el resto, debido a que estuvo en coma por 8 años.
- Maya Rudolph como Christine Davenport, la neurótica mejor amiga de Deanna.
- Adria Arjona como Amanda, una compañera de la hermandad con "problemas".
- Jessie Ennis como Debbie, otra compañera de la hermandad con "problemas".
- Debby Ryan como Jennifer, una "chica mala" en la clase de arqueología de Deanna.
- Matt Walsh como Daniel "Dan" Miles, el exesposo de Deanna y padre de Maddie.
- Julie Bowen como Marcie Strong, una agente de inmuebles, némesis de Deanna y amante de Dan.
- Jacki Weaver como Sandy, la madre de Deanna y abuela de Maddie.
- Stephen Root como Mike, el padre de Deanna y abuelo de Maddie.
- Luke Benward como Jack Strong, un "frat boy" loco por Deanna.
- Jimmy O. Yang como Tyler, el novio de Maddie y amigo de Jack.
- Yani Smone como Trina, la compañera de Jennifer.
- Shannon Purser como Connie
- Chris Parnell como Wayne Truzack, un profesor de Deanna.
- Damon Jones como Frank Davenport, el esposo de Christine.
- Heidi Gardner como Leonor, la compañera de Deanna.
- Christina Aguilera como ella misma
- Ben Falcone como el conductor de Uber
- Nat Faxon como Lance
- Sarah Baker como Gildred
- Kevin Gutiérrez como el estudiante de la botella de agua

## Producción
El rodaje comenzó en agosto de 2016 en Atlanta.

## Estreno
Life of the Party fue estrenada el 11 de mayo de 2018. El primer tráiler oficial fue lanzado el 5 de febrero de 2018.

## Recepción
Life of the Party recibió reseñas mixtas de parte de la crítica y de la audiencia. En la página web Rotten Tomatoes, la película obtuvo una aprobación de 38%, basada en 118 reseñas, con una calificación de 5.0/10, mientras que de parte de la audiencia tuvo una aprobación de 45%, basada en 1131 votos, con una calificación de 3.0/5.
Metacritic le dio a la película una puntuación 46 de 100, basada en 32 reseñas, indicando "reseñas mixtas". Las audiencias encuestadas por CinemaScore le han dado a la película una "B" en una escala de A+ a F, mientras que en el sitio web IMDb los usuarios le han dado una calificación de 5.5/10, sobre la base de 3874 votos.